# St. Bartholomäus (Pfaffschwende)

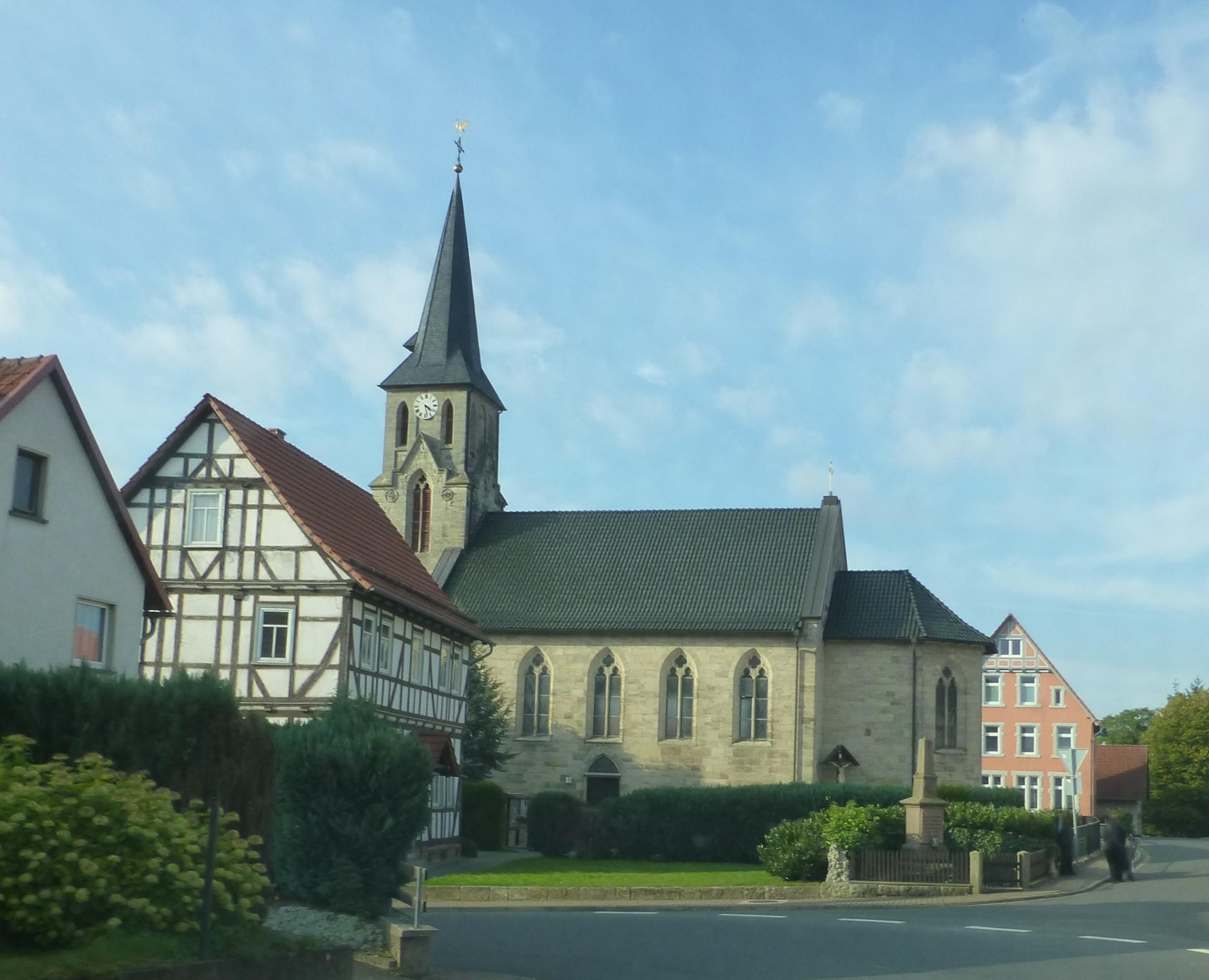
Römisch-katholische Kirche St. Bartholomäus in Pfaffschwende

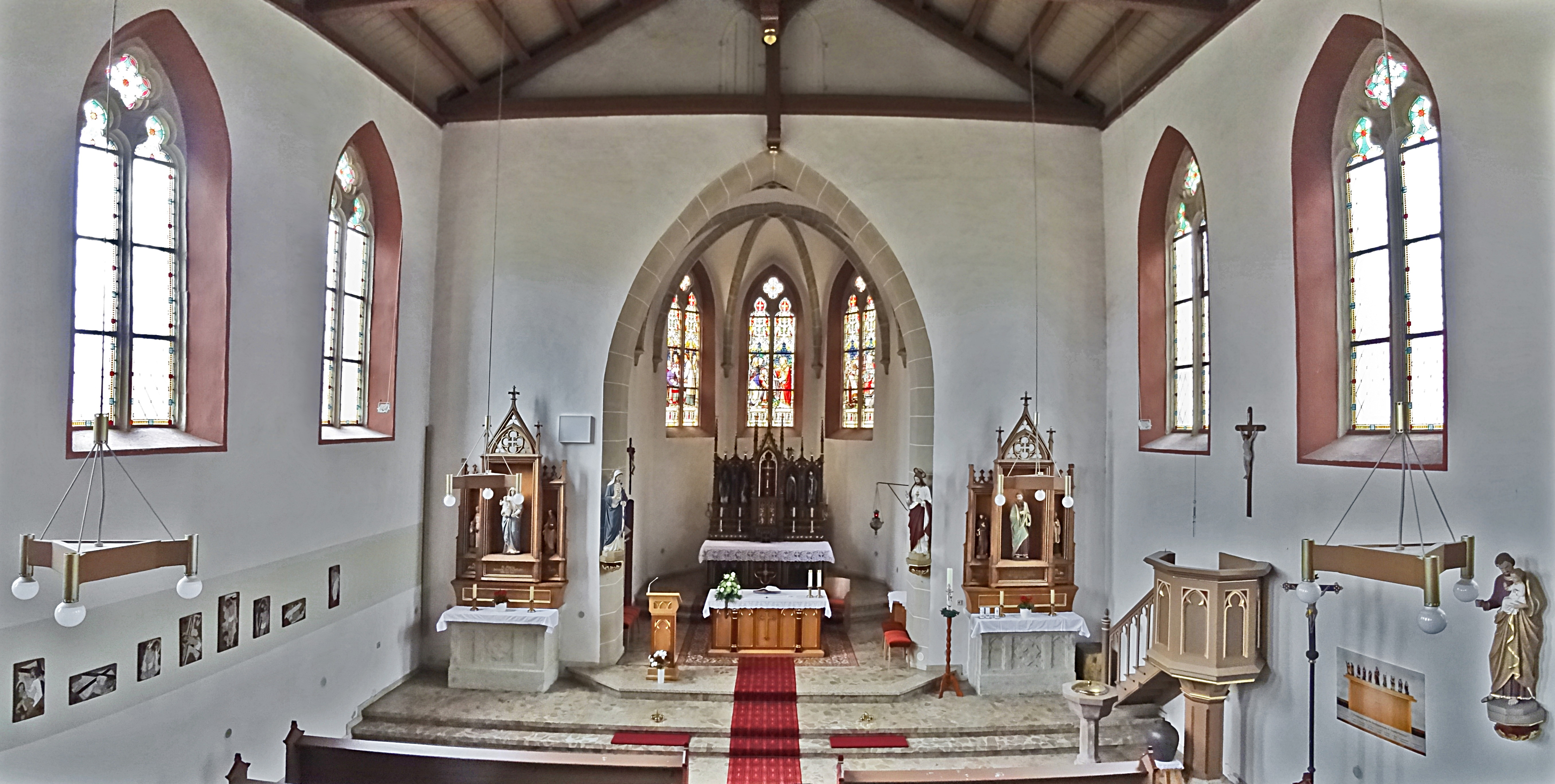
Innenansicht

Die römisch-katholische Filialkirche St. Bartholomäus steht in Pfaffschwende im thüringischen Landkreis Eichsfeld. Sie ist Filialkirche der Pfarrei St. Ursula Geismar im Dekanat Dingelstädt des Bistums Erfurt. Sie trägt das Patrozinium des heiligen Bartholomäus.

## Geschichte
Die erste Kirche  wurde 1555 erbaut. Das Pfarrhaus wurde 1800 aus Fachwerk errichtet. Die Gemeinde gehörte bis 1804 zur Pfarrei Kella und wurde dann zusammen mit der Filiale St. Michael Volkerode selbstständig. Im Jahr 1868 wurde die baufällige Kirche am 17. Dezember bei einem Unwetter zerstört. 1870 erfolgte der Abriss der alten Kirche und am 3. Juli 1870 wurde mit der Grundsteinlegung der Bau der heutigen Kirche begonnen. Bischof Konrad Martin weihte die neue Kirche am 16. Juli 1873.
1913 errichtete der Pfarrer Xaver Döring am Ortsrand eine Lourdesgrotte, mit einer Schmerzhaften-Muttergottes Statue über dem Altar und  einer Lieben-Frau-von-Lourdes Statue in einer Seitennische. Das Innere der Kirche inklusive der Altäre wurde von 1993 bis 1995 restauriert. Ungefähr zeitgleich entstand das Gemeindehaus St. Josef. Die Neueindeckung des Turms und des Kirchenschiffs sowie die Sanierung des Mauerwerks erfolgten 2000.
Die Pfarrei St. Martin Kella wurde 1996 Filialgemeinde von Pfaffschwende. Seit dem 1. Juli 2012 sind Pfaffschwende, Kella und Volkerode Kirchorte der Pfarrei St. Ursula Geismar.

## Architektur
Die Kirche ist ein neogotischer Sandstein-Saalbau mit eingezogenem Chorraum und einem Kirchturm.

## Ausstattung
- Chorfenster mit Heiligenlegenden (z. B. die Berufung des Apostels Bartholomäus)[4]

## Orgel

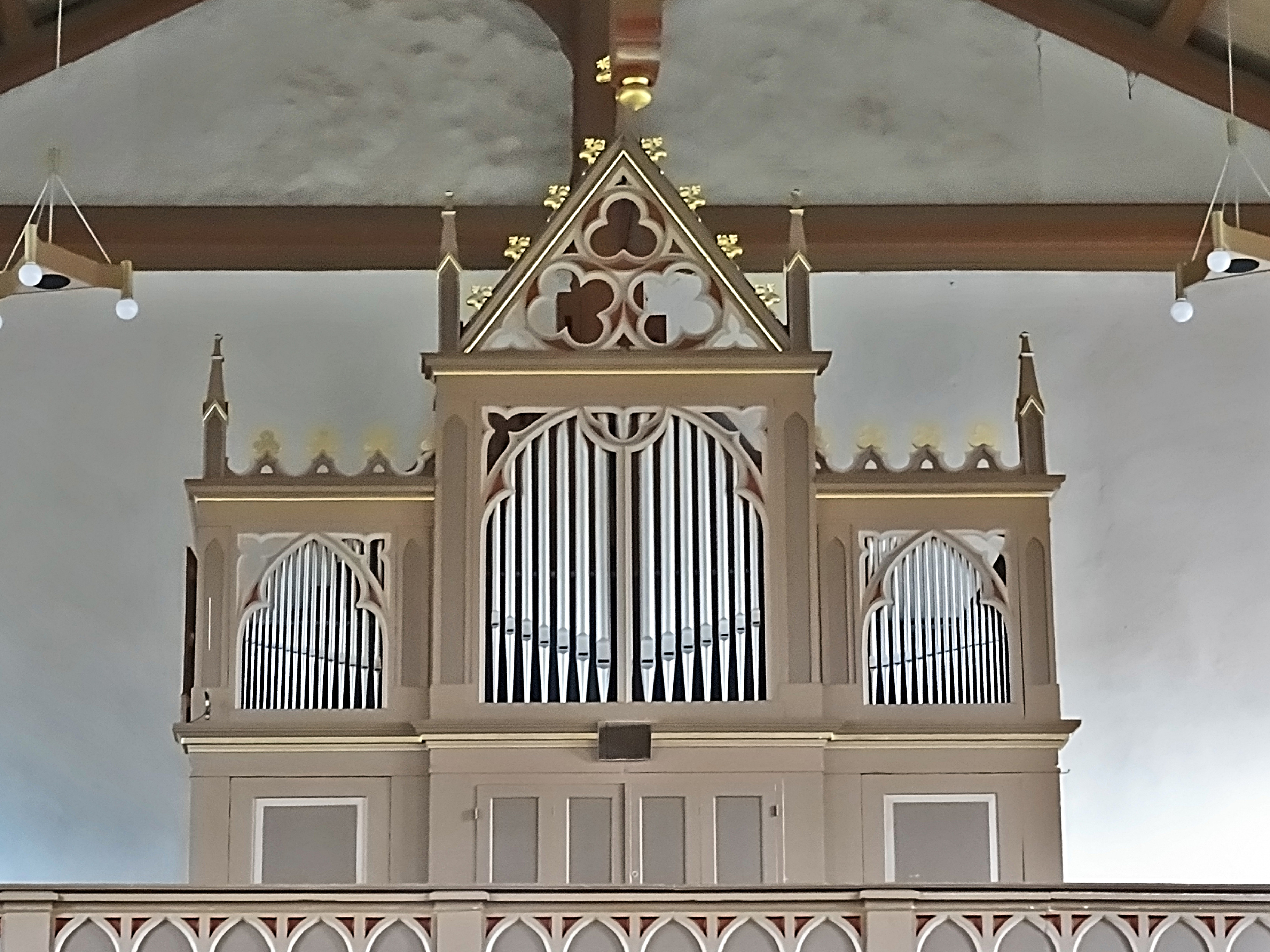
Die Orgel

Eine erste Orgel mit 6 Registern auf einem Manual und Pedal wurde 1849 von Carl Heyder für die Vorgängerkirche gebaut. In der neu erbauten Kirche wurde sie 1873 zunächst wieder aufgestellt, 1896 ersetzt durch eine Orgel mit 15 Registern auf zwei Manualen und Pedal, die Joh. Caspar Breitbarth (Mühlhausen) um 1875 für Diedorf erbaut hatte.